# Fannie Tremblay

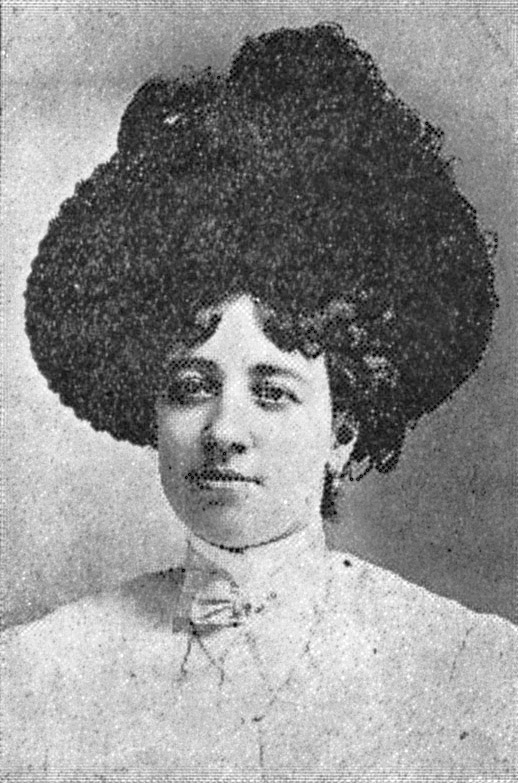
Fannie Tremblay (1909)

Fannie Tremblay (geb. Stéphanie Massey; * 5. Januar 1885; † 18. Januar 1970 in Montreal, Québec) war eine kanadische Schauspielerin und Komikerin.
Stéphanie Tremblay übernahm als Bühnennamen den Vornamen von Fannie Brémont und heiratete 1901 den Schauspieler Joseph-Robert Tremblay. Diesen hatte sie in der Schauspieltruppe von Paul Cazeneuve am Théâtre National kennengelernt, der sie seit 1898 angehörte. 1901 trat sie mit Juliette Béliveau in Uncle Tom’s Cabin auf. Außer am National arbeitete das Ehepaar auch am Théâtre Populaire, am Palais-Royal und dem Princess in Québec. In Québec leiteten sie von 1920 bis 1924 das Théâtre Impérial und gründeten die Troupe du Clocher, die vermutlich erste rein frankophone Schauspieltruppe in Kanada.
Fannie Tremblay nahm 1920 34 humoristische Szenen beim Label Starr auf, teils mit ihrem Mann, teils mit J. Hervey Germain. Bei His Master’s Voice entstand 1924–25 ein Dutzend Sketche mit Elzéar Hamel und Conrad Gauthier. In den 1930er Jahren arbeitete Trembley für den Rundfunk und war u. a. einer der Stars in den Fridolinades von Gratien Gélinas. Später wirkte sie in Spielfilmen wie Le Père Chopin (1945) von Fedor Ozep, Le Curé de village (1949) und Un homme et son péché (1949) von Paul Gury sowie der Fernsehsoap 14, rue de Galais (1954–57) mit.